# Paul Amey
Paul Amey, né le 27 juillet 1973 à Dunedin en Nouvelle-Zélande, est un triathlète professionnel britannique, double champion du monde de duathlon et vainqueur sur compétition Ironman.

## Biographie
Paul Amey commence le triathlon en 1996 dans l'objectif de se qualifier pour les Jeux olympiques. Il rejoint l'équipe nationale britannique et se qualifie  pour les jeux de 2004, mais une blessure l'empêche de participer.

## Palmarès
Le tableau présente les résultats les plus significatifs (podium) obtenus sur le circuit international de triathlon depuis 1998.
| Année | Compétition                          | Pays       | Position           | Temps           |
| ----- | ------------------------------------ | ---------- | ------------------ | --------------- |
| 2013  | Ironman Texas                        | États-Unis | Médaille d'or      | 8 h 25 min 6 s  |
| 2013  | Ironman Canada                       | Canada     | Médaille de bronze |                 |
| 2012  | Ironman France                       | France     | Médaille d'argent  | 8 h 42 min 48 s |
| 2011  | Ironman Arizona                      | France     | Médaille d'argent  | 8 h 1 min 29 s  |
| 2011  | Ironman 70.3 San Juan                | Porto Rico | Médaille d'argent  | 3 h 52 min 37 s |
| 2011  | Ironman 70.3 Nouvelle-Orléans        | États-Unis | Médaille d'argent  | 3 h 23 min 8 s  |
| 2010  | Ironman 70.3 Miami                   | États-Unis | Médaille d'argent  | 4 h 2 min 47 s  |
| 2009  | TriStar200 Andalucía                 | Espagne    | Médaille d'or      | 6 h 9 min 40 s  |
| 2008  | Championnats du monde de duathlon    | Italie     | Médaille d'argent  | 1 h 48 min 0 s  |
| 2008  | Championnat d'Europe longue distance | France     | Médaille d'argent  | 6 h 22 min 32 s |
| 2008  | Ironman 70.3 Eagleman                | États-Unis | Médaille d'or      | Timing          |
| 2008  | Ironman 70.3 Floride                 | États-Unis | Médaille d'or      | Timing          |
| 2008  | Triathlon XL de Gérardmer            | France     | Médaille d'argent  | Timing          |
| 2007  | Championnats du monde de duathlon    | Hongrie    | Médaille d'or      | 1 h 56 min 28 s |
| 2007  | Ironman 70.3 Monaco                  | Monaco     | Médaille d'argent  | 4 h 16 min 6 s  |
| 2005  | Championnats du monde de duathlon    | Australie  | Médaille d'or      | 1 h 56 min 28 s |
| 2001  | Noosa Triathlon                      | Australie  | Médaille d'or      | 1 h 47 min 6 s  |
| 1999  | GP de triathlon - Étape d'Ancône     | France     | Médaille d'or      | Timing          |
| 1999  | Championnats du monde d'aquathlon    | Australie  | Médaille d'argent  | 0 h 32 min 53 s |
| 1998  | Championnat du monde                 | Suisse     | Médaille d'argent  | 1 h 55 min 57 s |